# Танака, Наоки
Наоки Танака (яп. 田中 直紀; род. 19 июня 1940, Канадзава) — японский государственный деятель, министр обороны (2012).

## Биография
Родился 19 июня 1940 года в городе Канадзава, префектура Исикава, Япония. Окончил Университет Кэйо.
Впервые Танака был избран в Палату представителей в 1983 году, после чего переизбирался на этот пост до 1996 года. В июле 1998 года он был избран в Палату советников парламента Японии, где представлял префектуру Ниигата.
13 января 2012 года Танака получил портфель министра обороны в правительстве Ёсихико Ноды. 4 июня того же года он был уволен с министерского поста после принятого Палатой советников положения, вынуждавшего Ноду уволить Танаку и Такэси Маэду для получения поддержки своего закона от оппозиционных партий.

## Личная жизнь
Танака женат на бывшем министре иностранных дел Японии Макико Танаке. После их свадьбы Наоки взял фамилию супруги.